# Ignatówka (województwo podlaskie)
Ignatówka – wieś w Polsce położona w województwie podlaskim, w powiecie suwalskim, w gminie Jeleniewo.
Ignatówkę założono w latach 60. XIX wieku i jest to jedna z młodszych wsi gminy Jeleniewo.
W latach 1975–1998 miejscowość administracyjnie należała do województwa suwalskiego.